# Мадоната с младенеца от Монтичели
Мадоната с младенеца и светци от Монтичели (на италиански, Sacra conversazione di Monticelli) е картина на италианския ренесансов художник Доменико Гирландайо, нарисувана през 1483. Картината е изпълнена с темпера върху дърво, с размери 167 Х 195 см. и е изложена в галерия Уфици във Флоренция.

## История
Картината е рисувана за олтара на манастирската църква „Санта Мария Анунциата ди Монтичели“ във Флоренция, за която художникът полава възнаграждение от 70 флорина, според запазен документ от 19 април 1483 г. След закриването на манастира, през 1785 г. олтарната картина става част от колекцията на император Леополд II.

## Композиция
Картината изобразява т.нар. свещен разговор на Богородица с младенеца и светии. В центъра е Богородица с Исус, седнала на голям мраморен трон, заобиколен от два ангела, държащи в ръце вази с бели лилии, символ на девствената чистота. Особено красиво и изразително е лицето на левия ангел, който се е привел към Мария.
Около нея са разположени симетрично четири светци, двама прави и двама коленичили. От ляво надясно са изписани коленичили св. Дионисий Ареопагит, св. Доминик де Гусман, и правостоящи св. папа Климент I и св. Тома Аквински, с богословския си труд „Summa Theologiae“ в ръка.
Зад трона е изобразен мраморен парапет с надписи върху фриза, показващи имената на светиите и фразата AVE [MARIA] GRATIA PLENA; върху него са поставени две вази с букети цветове от рози, крем, портокал и нар.